# 塔克鲁尔
塔克鲁尔（法語：Tékrour；约500年—约1456年）是一个位于今塞内加尔境内塞内加尔河流域的国家，在11世纪和12世纪达到鼎盛，大致与加纳帝国同时存在。它以某种形式延续至18世纪。